# Indre
Indre (IPA: [ɛ̃dʁ]) a 83 eredeti département egyike, amelyeket a francia forradalom alatt 1790. március 4-én hoztak létre.

## Elhelyezkedése
Franciaország középső részén, Centre-Val de Loire régiójában található megyét keletről Cher, délről Haute-Vienne és Creuse, nyugatról Vienne és Indre-et-Loire, északról pedig Loir-et-Cher megyékkel szomszédos.

## Települések
A megye legnagyobb városai 2011-ben:
| Település           | Népesség |
| ------------------- | -------- |
| Châteauroux         | 45 521   |
| Issoudun            | 13 090   |
| Déols               | 7 916    |
| Le Blanc            | 6 968    |
| Argenton-sur-Creuse | 5 146    |
| Le Poinçonnet       | 5 829    |
| Buzançais           | 4 494    |
| La Châtre           | 4 482    |
| Saint-Maur          | 3 268    |
| Ardentes            | 3 774    |

## Galéria

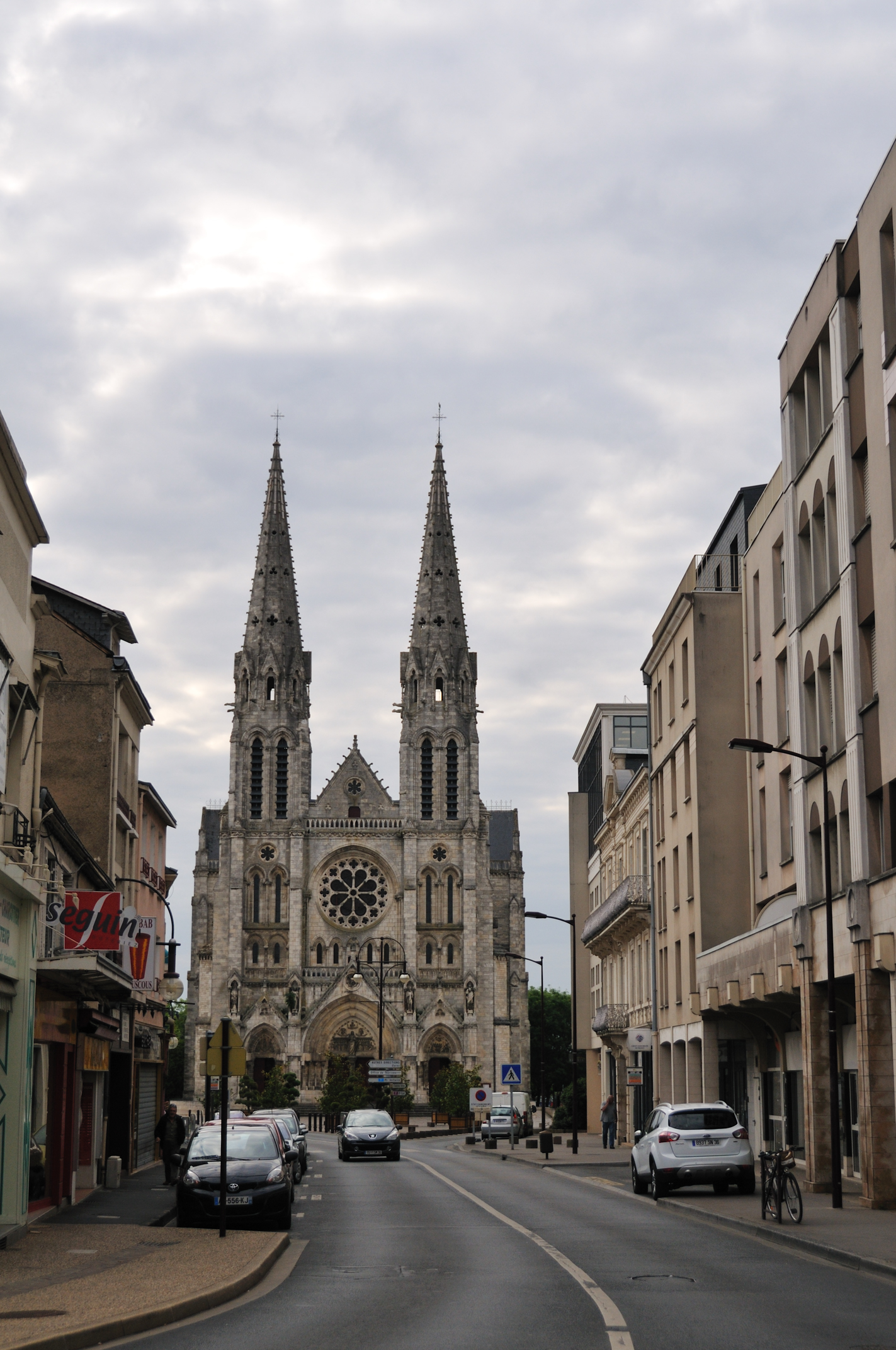
Châteauroux
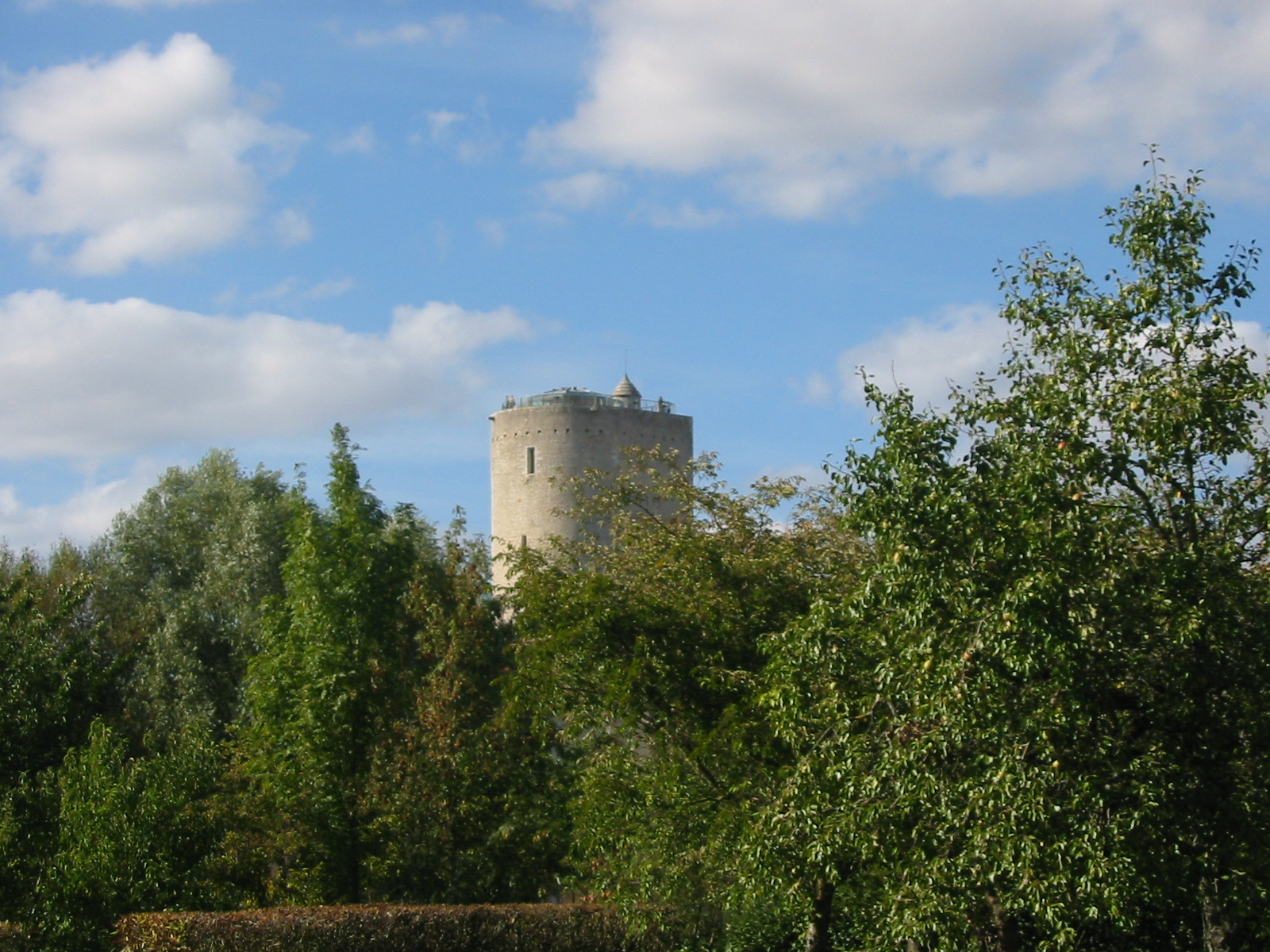
Issoudun
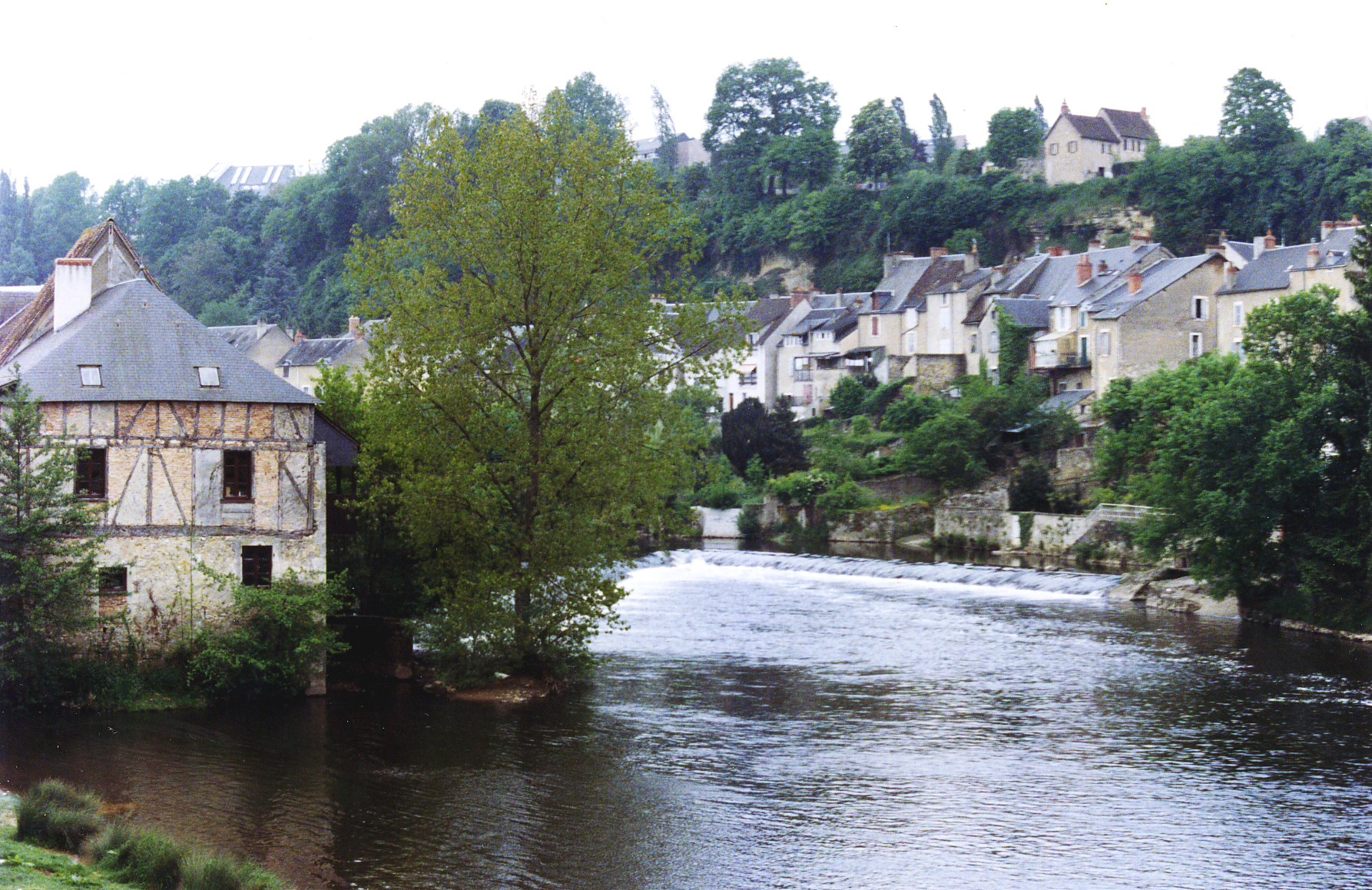
Argenton-sur-Creuse
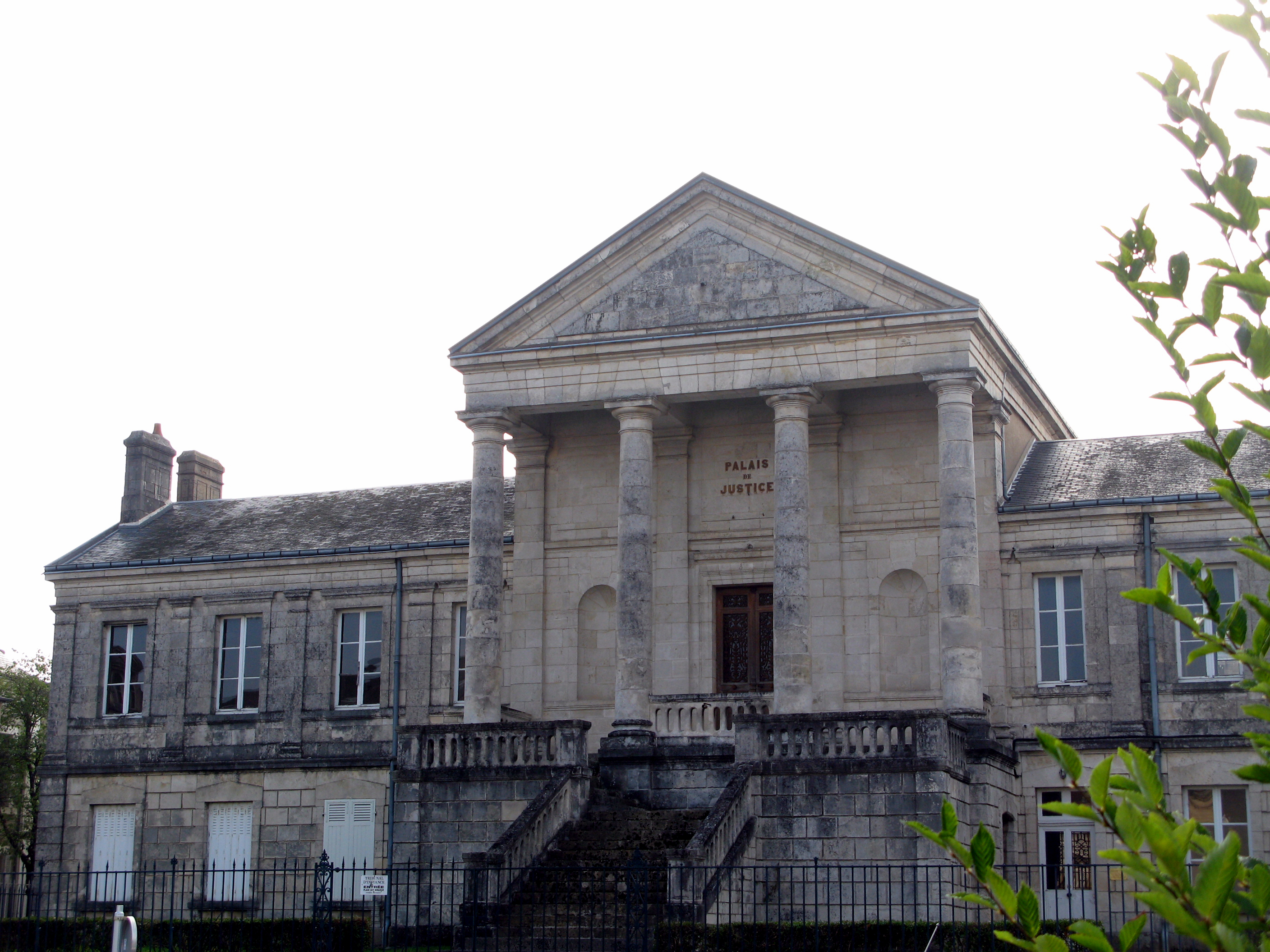
La Châtre